# Ситная (приток Чернушки)
Ситная — река в России, протекает в Валдайском районе Новгородской области.
Вытекает из озера Ситно. Устье реки находится в 5 км по правому берегу реки Чернушка. Длина реки составляет 6 км. Площадь бассейна — не меньше 80,4 км².

## Данные водного реестра
По данным государственного водного реестра России относится к Балтийскому бассейновому округу, водохозяйственный участок реки — Мста без р. Шлина от истока до Вышневолоцкого г/у, речной подбассейн реки — Волхов. Относится к речному бассейну реки Нева (включая бассейны рек Онежского и Ладожского озера).
По данным геоинформационной системы водохозяйственного районирования территории РФ, подготовленной Федеральным агентством водных ресурсов:
- Код водного объекта в государственном водном реестре — 01040200212102000020315
- Код по гидрологической изученности (ГИ) — 102002031
- Код бассейна — 01.04.02.002
- Номер тома по ГИ — 2
- Выпуск по ГИ — 0